# Guzmania pseudospectabilis
Espèce
Classification phylogénétique
Statut de conservation UICN

 VU B1ab(iii) : Vulnérable
Guzmania pseudospectabilis est une espèce de plantes de la famille des Bromeliaceae, endémique d'Équateur.